# Postpronotum
Postpronotum (l. mn. postpronota) – element szkieletu muchówek, wchodzący w skład grzbietowej części tułowia.
Postpronotum powstaje u muchówek w wyniku podziału przedplecza i położone jest za mesopronotum lub antepronotum, granicząc od tyłu ze scutum. Leży w kierunku dogłowowym od kąta skutalnego. U muchówek krótkoczułki postpronotum nie jest połączone z przedpleczem lecz zrasta się z śródpleczem tworząc guzy barkowe.